# بين كارول
بين كارول (بالإنجليزية: Ben Carroll)‏ هو محامي وسياسي أسترالي، ولد في 12 يوليو 1975 في أستراليا. حزبياً، نشط في حزب العمل الأسترالي (فرع فكتوريا) ‏. في 2012 Niddrie state by-election ‏، انتخب عضو الجمعية التشريعية فيكتوريا عن دائرة Electoral district of Niddrie ‏ (24 مارس 2012 – ).